# Passerelle de l'Île
A Passerelle de l'Île, literalmente "passarela da Ilha", fica sobre o rio Ródano em Genebra, na Suíça, e é a terceira ponte (neste caso, passarela) deste rio depois de ter saído do lago Lemano. 
Ela é usada por peões e ciclistas e encontra-se a montante das ponts de l'Île, mas contrariamente àquelas, esta não repousa em nenhuma ilha mas toma o mesmo nome por ficar junto dela. 